# Charlotte Bridgwood
Charlotte Bridgwood (ur. 18 sierpnia 1861 w Hamilton, zm. 20 sierpnia 1929 w Hollywood) – amerykańska aktorka, artystka wodewilowa i wynalazczyni, znana ze stworzenia wycieraczek samochodowych.

## Życiorys
Założyła firmę „Bridgwood Manufacturing” z siedzibą w Nowym Jorku, której była prezeską. W 1917 opatentowała pierwsze elektrycznie poruszane wycieraczki pod nazwą Storm Windshield Cleaner. Udoskonaliła ręcznie poruszane wycieraczki opatentowane przez Mary Anderson w 1903. Wynalazek korzystał z rolek zamiast gumowych piór wycieraczek. Nie przyjął się. Nazwiska wyznalazczyni nie podawano, choć jej pomysł zaadaptowano w samochodach Forda. Patent wygasł w 1920. Dopiero wówczas pomysł zdobył uznanie, a wycieraczki projektu Bridgwood były później stosowane m.in. w Cadillacach.
Wynalazła sposób na zapobiegnięcie zamglaniu szyb. Pomysł przedstawiła rządowi amerykańskiemu podczas I wojny światowej jako sposób na użycie soczewek binokularu podczas złej pogody. Wynalazek się nie przyjął.
Była matką gwiazdy kina niemego Florence Lawrence, która podążyła tą samą ścieżką. Podobnie jak matka projektowała akcesoria samochodowe, ale w przeciwieństwie do niej nigdy nie opatentowała swoich pomysłów.